# 郭懷仁
郭懷仁，字樂山，安徽合肥人，清朝政治人物。

## 生平
同治二年（1863年）癸亥恩科進士，改庶吉士。散館授編修。同治八年（1869年）任貴州鄉試正考官。同治九年八月初一（1870年8月27日）提督廣西學政。